# الیاف میان‌تهی
الیاف میان‌تهی (Hollow fibers) نخ‌های فیلامنتی یا الیاف کوتاه با گنجایش هوا در فضای درونی آن است.
این الیاف به دو روش خاص در فرایند ریسندگی شیمیایی تولید می‌شوند:
1. توسط یک رشته‌ساز ویژه: جهت تولید الیاف پلی استر از این روش استفاده می‌شود.
2. توسط نفوذ گاز CO2 در خلال فرایند ریسندگی: در تولید الیاف ویسکوز از این روش استفاده می‌شود.

الیاف میان‌تهی نرم‌تر و حجیم‌تر بوده که باعث افزایش ظرفیت پوشانندگی این الیاف می‌شود.
همچنین چگالی کمتر و ظرفیت نگهداری گرمای بالاتری نسبت به الیاف توپر دارد.
این مقاله از کتاب فرهنگ تشریحی علوم و تکنولوژی الیاف اقتباس گردیده است.